# Cardamine chenopodiifolia
Cardamine chenopodiifolia là một loài thực vật có hoa trong họ Cải. Loài này được Pers. mô tả khoa học đầu tiên năm 1806.